# Decred
Decred (afgekort DCR) is een op blockchain gebaseerde cryptovaluta met een sterke focus op input van de gemeenschap, open bestuur en duurzame financiering voor verdere doorontwikkeling. Het maakt gebruik van een hybride Proof-of-Work (PoW) en Proof-of-Stake (PoS) consensus-mechanisme om ervoor te zorgen dat een kleine groep geen wijzigingen in Decred kan aanbrengen zonder de inbreng van de gemeenschap. Een eenheid wordt een Decred (DCR) genoemd. De kleinste rekeneenheid wordt ook wel een atom genoemd en is gelijk aan 1/100.000.000 Decred (één honderd miljoenste van één Decred)

## Geschiedenis
Decred vindt zijn oorsprong in april 2013, op dat moment startte forumlid tacotime een thread op het populaire forum Bitcoin talk. In deze thread deelde tacotime een whitepaper met de titel "Memcoin2 (MC2): A Hybrid Proof-of-Work, Proof-of-Stake Crypto-currency". Gedurende 2013 probeerde tacotime de ontwikkeling van het project te coördineren met een ander Bitcoin talk forumlid genaamd _ingsoc. Uiteindelijk werd er besloten om op zoek te gaan naar een hoofdontwikkelaar om het project daadwerkelijk van de grond te krijgen. Begin 2014 benaderde _ingsoc Company Zero CEO Jake Yocom-Piatt. Company Zero, is een bedrijf dat zich met name specialiseert in open source software en tot dan onder andere verantwoordelijk voor de alternatieve Bitcoin-node btcd (wat later btcsuite is geworden).
Op 12 december 2015 werd Decred aangekondigd met als doel een oplossing te bieden voor de waargenomen problemen van Bitcoin. De problemen die bij Bitcoin werden gezien waren onder andere de gijzeling van het project door de kernontwikkelaars, het gebrek aan ontwikkelingsfinanciering en de buitensporige macht van miners over het netwerk.
Op 8 februari 2016 kon iedereen de eerste versie van de Decred wallet downloaden en ook direct gebruiken. Bij de lancering was 8% van het totale aanbod pre-mined, waarbij 4% werd gebruikt om de ontwikkelaars te compenseren (Company Zero) en de andere 4% van de air-drop ging naar 2.972 geïnteresseerden die zich hadden aangemeld.
In juni 2017 was de eerste directe, door de gebruiker geactiveerde consensusstem op de Decred blockchain een feit. In oktober 2018 werd het Politeia-voorstel-systeem van Decred gelanceerd, waarmee Decred-gebruikers en belanghebbenden nieuwe projecten, initiatieven en consensuswijzigingen kunnen voorstellen, bespreken, eraan kunnen samenwerken en financieren. Sindsdien is Politeia gebruikt voor een breed scala aan bestuur beslissingen, waaronder onderzoek, bug bounties en zelfs public relations. Andere initiatieven die op Politeia zijn gelanceerd, zijn onder meer een alternatieve Decred portemonnee en de introductie van een decentrale markt gebaseerd op atomic swaps.